# Carabina M1
La M1 (oficialmente Carabina de los Estados Unidos, Calibre .30, M1) es una carabina semiautomática que fue un arma estándar del Ejército de los Estados Unidos durante la Segunda Guerra Mundial y la guerra de Corea, siendo producida en diferentes versiones. Fue ampliamente utilizada por fuerzas armadas estadounidenses, extranjeras y paramilitares, siendo al mismo tiempo una popular arma civil.
Las versiones con selector de tiro de esta carabina son designadas M2 y M3. La M3 era una M2 equipada con una mira telescópica infrarroja activa.

## Historia
El fusil M1 Garand del Ejército de los Estados Unidos fue originalmente desarrollado para utilizar el cartucho .276 Pedersen (7 mm), pero esta característica de diseño fue descartada a comienzos de la década de 1930. Finalmente, el fusil M1 sería recalibrado para utilizar el mismo cartucho estándar de otras armas de la época, tales como el fusil Springfield 1903, el BAR y las ametralladoras M1917/M1919. Esto dejó al Ejército sin el fusil ligero y manejable que estaba buscando. Sumándose a las lecciones aprendidas durante guerras anteriores, la observación de otros conflictos durante la década de 1930 y el descontento producido por los subfusiles y fusiles existentes finalmente condujeron al desarrollo de la carabina M1.
Las tropas de retaguardia, paracaidistas o tropas de primera línea que debían cargar otros equipos (como los médicos, ingenieros y sirvientes de morteros) consideraban a los fusiles estándar demasiado voluminosos, mientras que las pistolas o revólveres eran poco precisos y potentes. Los subfusiles como el Thompson tenían potencia más que suficiente para combates a corta distancia, pero no tenían suficiente alcance efectivo y eran más difíciles de transportar o mantener que los fusiles en servicio (como el Springfield 1903 y el M1 Garand).
Las mismas consideraciones se aplicaban para las tropas aerotransportadas, un concepto que aún estaba siendo evaluado en aquel entonces. Antes del desarrollo y distribución de subfusiles tales como el M3, un subfusil como el Thompson era mucho más costoso que la mayoría de pistolas y fusiles de la época. El Garand, recién entrado en servicio, era tan pesado y voluminoso como otros fusiles en servicio. Se decidió que era necesario un nuevo tipo de arma para estos papeles. Mientras que el alcance efectivo de una pistola es de 46 m (unas 50,30 yardas) y el de los fusiles es de varios cientos de metros, se requirió que el alcance de la nueva arma fuera de 274 m (299,65 yardas).
Se pensó en una versión carabina del Garand, pero el cartucho de este fusil demostró ser demasiado potente. Lo que se buscaba era un arma más ligera y maniobrable que el Garand, con menos retroceso, pero al mismo tiempo mayor alcance, precisión y poder de parada que las pistolas Colt M1911 que estaban en servicio. La carabina M1 fue diseñada para ser utilizada por soldados que requerían un arma defensiva más ligera y compacta, así como por soldados cuya arma principal no sea un fusil.
En 1938, el Jefe de Infantería ordena al Departamento de Armamentos que desarrolle un fusil ligero o carabina, aunque la designación oficial del tipo de arma no fue aprobada hasta 1940. Esto condujo en 1941 a una competencia entre los principales fabricantes y diseñadores de armas de los Estados Unidos. 
La compañía Winchester no envió su diseño, al hallarse más concentrada en perfeccionar el Fusil Militar Winchester calibre 7,62 mm (.30-06 Springfield). Este fusil surgió como un diseño de Jonathan "Ed" Browning, medio hermano del famoso diseñador de armas John Moses Browning. Un par de meses tras la muerte de Ed Browning en mayo de 1939, la Winchester contrató al ex-presidiario David M. "Carbine" Williams, que había diseñado un sistema recuperador de gases con mecanismo de pistón de recorrido corto mientras cumplía una condena por asesinato. La Winchester esperaba que Williams fuese capaz de completar varios diseños inconclusos de Ed Browning. El primer cambio que hizo Williams al diseño original fue la incorporación de su sistema recuperador de gases. Tras las pruebas con fusiles semiautomáticos efectuadas por los Marines en 1940, el sistema de cerrojo oscilante de Browning fue considerado poco resistente a la arena. Como resultado, el fusil fue rediseñado para emplear un cerrojo rotativo y pistón como los del Garand.
Los prototipos de la Carabina M1 fueron calibrados para un nuevo cartucho, el 30 M1 (7,62 x 33). Este es un cartucho calibre 7,62 mm más pequeño y ligero, muy diferente en diseño y desempeño del .30-06 Springfield empleado por el Garand.
El cartucho .30 Carbine era uno intermedio, tanto en velocidad como energía de boca. Es en esencia una versión sin pestaña del obsoleto .32 Winchester Self-Loading. Monta una bala de 7 gramos con punta redondeada, en contraste con las balas del tipo "spitzer" empleadas en la mayoría de cartuchos para fusil de la época. Desde el cañón de 460 mm de la carabina M1, el cartucho .30 Carbine producía una velocidad de boca de 600 m/segundos, una velocidad intermedia entre la de los subfusiles contemporáneos (300-500 m/s) y los fusiles y ametralladoras ligeras (aproximadamente unos 700-900 m/s).  Por ejemplo, el subfusil M3 calibre 11,43 mm tiene una velocidad de boca de 280 m/s; la ametralladora ligera Bren calibre 7,70 mm alcanza 740 m/s; el fusil M1 Garand disparando el .30-06 Springfield (7,62 mm ) tiene una velocidad de boca de 850 m/s. Dentro del alcance máximo de 274 m de la carabina M1, su bala tiene la misma energía de boca que una bala de pistola como la 8 mm Nambu. La bala tiene un descenso significativo a partir de 180 m.
Para mayo de 1941, el peso del prototipo del fusil había sido reducido a unos 3,4 kg. La Winchester contactó al Departamento de Armamentos para que examine su diseño, creyendo que este podía convertirse en una carabina que pesase entre 2 y 2,2 kg. La respuesta del Mayor René Studler no se hizo esperar: ordenó un prototipo de carabina en el menor tiempo posible. 
El primer modelo fue desarrollado en 13 días por William C. Roemer y Fred Humeston. Se ensambló a partir del gatillo y sistema de acerrojado de un fusil Winchester M1905. El prototipo fue un éxito inmediato entre los observadores del Ejército.
Luego de las pruebas iniciales del Ejército en agosto de 1941, la Winchester procedió a desarrollar una versión más refinada. Esta compitió contra otras carabinas en septiembre del mismo año, siendo la Winchester notificada sobre su victoria un mes más tarde. Su estandarización como Carabina M1 fue aprobada el 22 de octubre de 1941. Contrariamente a la creencia popular, Williams tuvo muy poco que ver con el desarrollo de la carabina, a excepción de su sistema recuperador de gases con pistón de recorrido corto. De hecho, Williams creó un diseño propio aparte de los otros diseñadores de la Winchester. El diseño final de su carabina solo estuvo listo para ser probado en diciembre de 1941, dos meses después que la carabina Winchester M1 había sido adoptada y clasificada. Ninguna de las características adicionales del diseño de Williams fue incorporada a la producción posterior de la M1.
La carabina M1 fue diseñada principalmente para ofrecer a las tropas de retaguardia y a las de enlace un arma defensiva mejor que una pistola o un subfusil, con gran precisión y alcance, pero sin el retroceso, costo o peso de un fusil de infantería. También era más sencilla de disparar para los soldados con poca experiencia y personas de baja estatura que los fusiles de infantería calibre 7,62 mm de la época. La carabina les era más conveniente de portar a los oficiales, suboficiales o especialistas cargados de armas, binoculares, radios u otros equipos. Los tanquistas, choferes, sirvientes de artillería, sirvientes de mortero y demás personal iban equipados con la carabina M1 en lugar del grande y pesado Garand. Al mismo tiempo, se desarrolló una versión con culata plegable de la carabina M1 a pedido de las tropas aerotransportadas, que necesitaban un arma ligera y compacta. Las primeras carabinas M1 fueron distribuidas en 1942, teniendo prioridad inicial aquellas destinadas al Frente de Operaciones Europeo.
La M1 y su cartucho de potencia reducida nunca fueron ideados para el rol de arma principal de infantería, tampoco siendo comparables a los poderosos fusiles de asalto desarrollados a fines de la guerra. A pesar de esto, la carabina fue rápidamente suministrada a oficiales de infantería, sirvientes de ametralladoras, paracaidistas y otras unidades de primera línea. Su reputación en combate era variable. Algunos soldados y Marines, especialmente aquellos que no empleaban un fusil como arma principal, preferían la carabina al Garand debido a su reducido tamaño y peso. La carabina tuvo una muy buena aceptación por parte de las tropas aerotransportadas, que fueron equipadas con la versión M1A1 con culata plegable. Como la M1 solamente empleaba cartuchos con fulminantes no corrosivos, esto fue una verdadera bendición para las tropas y personal que servían en el Frente del Pacífico, donde la corrosión del cañón era un problema significativo, aunque no tanto en Europa, donde algunos soldados reportaron fallos de ignición debido a fulminantes defectuosos.
En el Frente del Pacífico, los soldados y guerrilleros que operaban en las densas junglas y solamente tenían enfrentamientos ocasionales con el enemigo, por lo general apreciaban la carabina debido a su ligereza y precisión. Pero los soldados y Marines que sostenían a diario frecuentes enfrentamientos (en especial aquellos que sirvieron en las Filipinas), hallaron que la carabina tenía insuficiente poder de parada y penetración. Empezaron a aparecer reportes sobre soldados japoneses que recibían varios disparos en el pecho y en el cuerpo, pero sin efectos inmediatos visibles. Como en el caso del .45 ACP, algunos soldados observaron que el cartucho .30 Carbine era incapaz de penetrar árboles pequeños y otras coberturas selváticas ligeras. Puestos al corriente de estos inconvenientes, el Ejército estadounidense, el equipo de la Comandancia de Materiales del Pacífico y la fábrica de armas ligeras de Aberdeen continuaron trabajando en versiones acortadas del Garand durante la guerra, a pesar que ninguna de ellas fue adoptada oficialmente.
Inicialmente se planeó que la carabina M1 tuviera capacidad de fuego selectivo, pero finalmente se decidió producirla sin esta característica. La capacidad de fuego automático fue incluida en el diseño de la M2 (una versión mejorada de la M1, con fuego selectivo), introducida en 1944.
La carabina M2 continuó siendo utilizada en la Guerra de Corea. Como ya se mencionó, la M2 tenía un selector que le permitía disparar en modo automático (con una cadencia de 850-900 disparos por minuto) y un cargador de 30 cartuchos. En Corea, todas las versiones de la carabina M1/M2 rápidamente adquirieron una pésima reputación debido a que se trababan en condiciones meteorológicas de frío extremo, principalmente a causa de un inadecuado retroceso del cerrojo y a muelles recuperadores gastados. Una evaluación oficial del Ejército estadounidense de 1951 registró los problemas causados por el frío, así como reportes de soldados que resaltaban la incapacidad del arma para detener a soldados chinos y norcoreanos vestidos con gruesos abrigos, tras varios disparos a corta distancia.
La M2 fue nuevamente suministrada a algunas tropas estadounidenses en Vietnam, especialmente a las unidades de reconocimiento y a los asesores militares como un arma estándar sustituta. Estas armas fueron reemplazadas por el M16 a fines de los años 60, siendo muchas carabinas M1, M2 y M3 entregadas al Ejército survietnamita.
La carabina M1/M2 fue finalmente reemplazada por el fusil M16 a mediados de la década de 1960. Las carabinas M1/M2/M3 fue la más ampliamente producida familia de armas militares estadounidenses por varias décadas, siendo la mayoría de ellas la versión M1.

## Funcionamiento
El cerrojo de la carabina M1 es similar al del fusil Garand, aunque esta emplea un sistema de gas y un gatillo con mecanismo diferentes. El sistema de gas es del tipo pistón de recorrido corto. Inicialmente alimentada desde un cargador de 15 cartuchos, uno de 30 cartuchos fue introducido para la M2.
Una característica del cartucho .30 Carbine es que se especificó el uso de fulminantes no corrosivos desde el inicio de su producción. Este fue el primer empleo a gran escala de este tipo de fulminantes en un arma militar y era una novedad para la munición militar en servicio de la época. Debido a que la carabina tenía un sistema de gases que normalmente no se desarmaba, los fulminantes corrosivos habrían causado un rápido deterioro de este. Se reportaron algunos problemas de ignición en los primeros lotes de cartuchos .30 Carbine M1, atribuidos al humedecimiento de la mezcla no corrosiva del fulminante.
Las primeras carabinas, en especial aquellas producidas antes de mediados de 1943, estaban equipadas con un extractor "en V". Este diseño demostró ser defectuoso y poco confiable. Los extractores "en V" eran modificados a una configuración recta en el frente, lo cual aumentaba su fiabilidad, hasta que las fábricas pudiesen suministrar carabinas con la nueva mejora.
Los informes sobre el poco poder de la carabina M1 fueron frecuentes durante su servicio activo, a pesar que esta no había sido diseñada para emplearse como arma ofensiva. La M1 tenía una gran cadencia de fuego en la práctica. Esta característica, aunada a su ligereza, dimensiones y poco retroceso, la hacían un arma defensiva ideal. Con un retroceso mucho menor que el de un Garand, un soldado podía efectuar varios disparos apuntados rápidamente.
El cartucho .30 Carbine monta una bala de 7 gramos que produce una velocidad de boca de 600 m/s y una energía de 1.190 julios. En comparación, un revólver .357 Magnum dispara una bala con el mismo peso a 400 m/s con una energía de 560 julios, aunque el cartucho .357 Magnum tiene un mayor diámetro y muchas veces emplea una bala de punta blanda o punta hueca. A pesar de esto, los reportes sobre la incapacidad de la carabina para detener soldados enemigos figuran en informes personales, evaluaciones de posguerra e historiales de servicio del Ejército estadounidense y el Cuerpo de Marines. Evaluaciones recientes del cartucho .30 Carbine, de hecho indican que este tiene una efectiva penetración. 
El análisis posterior de los informes negativos sobre la carabina y su cartucho han concluido que muchos fallos en detener al enemigo se debieron al hecho que las balas no alcanzaron su objetivo. Las primeras versiones de la carabina tenían mecanismos de puntería bastante deficientes, y al abrir fuego, al realizar varios disparos de modo rápido la munición pierde gran parte de su efecto letal a partir de los 180 m. Sin embargo, con mecanismos de puntería mejorados, adecuado entrenamiento y utilizada dentro de los límites de su cartucho, la carabina es un arma sumamente efectiva.
El categorizar las series de carabinas M1 ha sido objeto de arduo debate. La M1 es bastante precisa a distancias cortas. A 91 metros, puede hacer grupajes de impactos entre 3 y 5 minutos de arco, suficiente para su función original de arma defensiva de corto alcance. Su energía de boca y alcance están por debajo de las de cualquier subfusil de la época, aunque su bala es mucho más ligera y de un diámetro menor que la del cartucho .45 ACP y mucho menos potente que la de otros fusiles de la época en servicio.
La clasificación de la M2 y la M3 también es un tema controvertido. Las carabinas M1 y M2 nunca fueron diseñadas para ser fusiles de asalto, como el STG44 alemán y el AK-47 soviético, aparte que el cartucho .30 Carbine tiene una menor velocidad de boca (110 m/s menos) que los empleados por ambos fusiles. Además, las balas empleadas en los cartuchos del AK-47 y el STG44 son del tipo spitzer, por lo cual tienen una menor pérdida de energía y caída de la trayectoria a distancias mayores de 90 metros. La mayoría de expertos sitúan el alcance efectivo de la carabina M1 a unos 180 m, en comparación con los 230-270 metros del AK-47 y el STG44.              

### Accesorios
La carabina M1 utilizaba la bocacha lanzagranadas M8, que se disparaba con ayuda del cartucho M6. También aceptaba la bayoneta M4, que sería la base para el desarrollo de los cuchillos-bayoneta M6 y M7.
Durante la Segunda Guerra Mundial fue desarrollado el apagallamas T23, que reducía considerablemente el fogonazo del disparo. Fue desarrollado a partir de un modelo inicialmente destinado para el fusil Garand.
La carabina M3 fue inicialmente utilizada con la mira telescópica M1, que era un sistema infrarrojo activo. Antes que la carabina M3 y la mira telescópica M1 fueran clasificadas, eran conocidos como la T3 y la T120 respectivamente. El sistema continuó siendo desarrollado y para cuando estalló la Guerra de Corea, ya era utilizado en la mira telescópica de la M3. Eventualmente, estas miras telescópicas fueron reemplazadas por miras telescópicas infrarrojas pasivas.
Todas las miras telescópicas M1 fueron retiradas del servicio militar estadounidense durante la década de 1960, cuando la carabina M3 fue reemplazada por armas calibre 5,56 mm - el M16 y sus versiones carabina, tales como la Colt M4. Varios países continuaron utilizando las miras telescópicas M1, entre ellos Israel y Vietnam del Sur.

## Producción y empleo
Se produjeron un total de 6,25 millones de carabinas M1 de diversos modelos, haciéndola el arma ligera más producida en la historia militar estadounidense. A pesar de haber sido diseñada por la compañía Winchester, la gran mayoría de ellas fueron producidas por otras compañías. El mayor productor fue la división Inland de la General Motors, pero varias otras fueron producidas por contratistas tan diversos como IBM, la compañía productora de máquinas de escribir Underwood y la compañía productora de gramolas Rock-Ola. Los modelos con el menor número de ejemplares producidos son los de la Standard Products, con apenas 4.000. Varias carabinas fueron reparadas en diversos arsenales al finalizar la guerra, intercambiando piezas de diversa producción. Por tal motivo, las carabinas producidas durante la guerra y sin modificaciones posteriores son las más buscadas por los coleccionistas.

### Segunda Guerra Mundial
Las primeras carabinas M1 se destinaron a unidades de retaguardia. Entró en servicio a finales de 1942 y fue muy bien acogida por ser ligera, fiable y de sencillo manejo. Sin embargo su inconveniente en combate era que tenía la reputación de que su disparo no tenía la potencia del de un fusil Garand y por tanto podía no abatir al enemigo. Como norma general puede decirse que los soldados que no empleaban un fusil como arma principal preferían la carabina al fusil Garand, pero aquellos que estaban en primera línea y expuestos a enfrentamientos frecuentes encontraron que tenía insuficiente potencia y penetración, prefiriendo el fusil Garand.
La carabina M1 fue usada por primera vez en combate en el desembarco en Norte de África. Los Marines pronto la adoptaron para sus unidades de combate ya que se adaptaba muy bien a sus necesidades de combate a corta distancia en zonas de jungla. Su menor peso y mayor capacidad del cargador hacían ideal a la M1 para los Marines. El Ejército decidió dotar a sus paracaidistas de una versión con culata plegable. Los primeros en emplear esta variante, en combate, fueron los integrantes de la 82° División Aerotransportada durante la invasión de Sicilia. Se fabricaron aproximadamente 150.000 de estas carabinas modificadas para los paracaidistas
En 1943 se estimaba que el 40% del personal de una división de infantería estadounidense estaba armado con una carabina M1. Esto se debía a que todos aquellos soldados que por estar asignados a una batería de artillería, cargar ametralladoras o encontrarse destinados en una unidad de segunda línea se le equipaba con la carabina M1, más ligera que el M1 Garand o un Thompson.
En 1943 ante el éxito se decidió crear una versión mejorada, la M2, con un cargador de 30 cartuchos. A finales de 1944 las carabinas M2 empezaron a llegar a unidades de combate estadounidenses. Los Marines emplearon algunas equipadas con mira nocturna en Okinawa, con unos resultados que consideraron excelentes contra los ataques nocturnos japoneses.
La designación alemana para las carabinas capturadas era Selbstladekarabiner 455(a) (carabina  auto-cargable, en alemán). La "(a)" indica el país de origen del arma, siendo en este caso Amerika.
El SAS utilizó las carabinas M1 y M1A1 después de 1943. El arma entró en servicio simplemente debido a que las autoridades aliadas habían decidido suministrar armas calibre 7,62 mm (.30) a los grupos de la Resistencia francesa apoyados por un organizador del SOE o posteriormente del OSS, basándose en la premisa que estos grupos operarían en áreas cercanas a los límites operativos de las fuerzas estadounidenses implicadas en la Operación Overlord. Se observó que estas carabinas eran muy adecuadas para el tipo de operaciones que llevaron a cabo dos regimientos británicos, dos regimientos franceses y uno belga. Era suficientemente compacta como para saltar en paracaídas con ella y además, se almacenaba con facilidad en un Jeep. Otras unidades especializadas en recolección de datos, como la Unidad de Asalto 30 apoyada por la División de Inteligencia Naval del Almirantazgo Británico, que operó a través de toda el área de operaciones aliada, también utilizó esta arma.

### Servicio en países ocupados en la posguerra

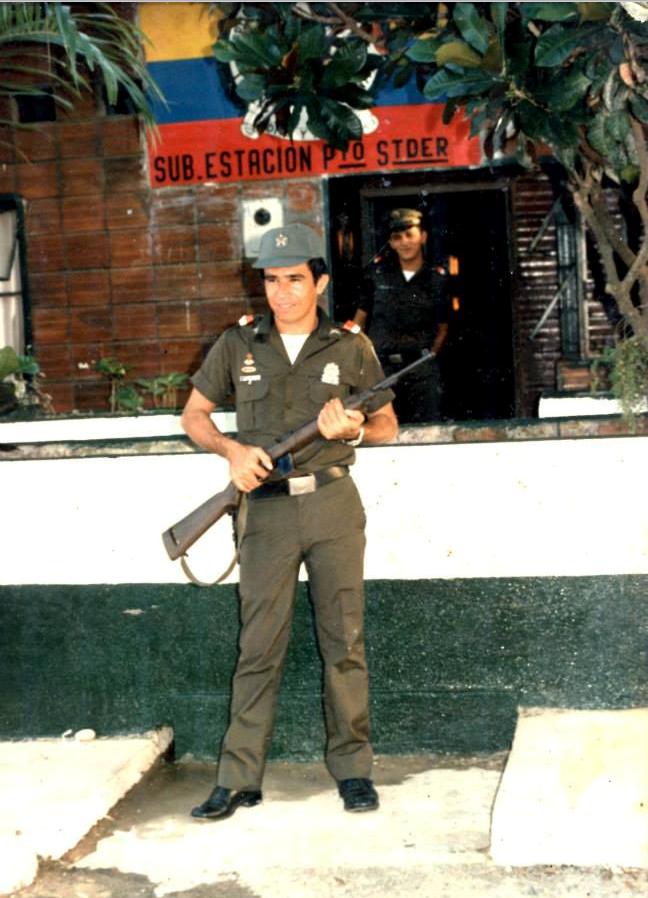
Uniformado de la policía nacional de Colombia usando una carabina M1.

Al poco tiempo de terminar la Segunda Guerra Mundial fue producida una versión de esta carabina por el fabricante japonés Howa Machinery, bajo supervisión estadounidense. Estas carabinas fueron suministradas a todas las ramas de las Fuerzas de Autodefensa del Japón, mientras que un gran número de ellas llegaron al sudeste asiático durante la Guerra de Vietnam.
También fue utilizada por la policía y guardia fronteriza de Baviera luego de la Segunda Guerra Mundial y hasta bien entrada la década de 1950. Las carabinas eran grabadas con el nombre de la unidad donde eran utilizadas; por ejemplo, aquellas usadas por la guardia fronteriza llevaban grabado "Bundesgrenzschutz" (guardia fronteriza, en alemán). Algunas de estas armas fueron modificadas con diferentes mecanismos de puntería, acabados y a veces cañones nuevos.

### Oriente Medio
Numerosos ejemplares fueron obtenidos y utilizados por las fuerzas especiales israelíes Palmaj en la Guerra árabe-israelí de 1948. A causa de su tamaño compacto y fuego semiautomático, las carabinas M1 fueron suministradas a las compañías de reconocimiento de las Fuerzas de Defensa Israelíes.

### Corea
En Corea las carabinas M2 fueron muy apreciadas ya que permitían responder a las incursiones de tropas enemigas equipadas con subfusilees PPSh-41. La capacidad de fuego automático de la M2 y su cargador de 30 cartuchos hizo que las patrullas nocturnas se intentaran armar con el mayor número posible. Sin embargo adquirió mala fama debido a su empleo con frío extremo, inadecuado retroceso del cerrojo y a sus muelles recuperadores gastados. También se creó la leyenda de que era incapaz de detener a soldados vestidos con gruesos abrigos de invierno, incluso con varios disparos a corta distancia.

### Vietnam
La carabina M1 fue el arma preferida de la Legión Extranjera francesa en su lucha contra el Vietminh. Asimismo el ejército survietnamita e incluso el estadounidense la emplearon en su posterior lucha contra el Vietcong. Las fuerzas especiales estadounidenses preferían emplear la carabina M1 antes que los primeros fusiles de asalto M16.

### Otros conflictos
Después de la guerra de Corea, la carabina fue ampliamente exportada a los aliados de los Estados Unidos (tales como Corea del Sur, Taiwán y otros aliados europeos) y fue utilizada hasta la guerra de Vietnam. La carabina M1 también fue suministrada a las fuerzas militares y policiales coreanas e israelíes. Fue el arma predilecta de Ernesto “Che” Guevara. Además de ser utilizada por el Ejército Mexicano, siendo su uso más icónico durante el Movimiento Estudiantil en 1968.[cita requerida]

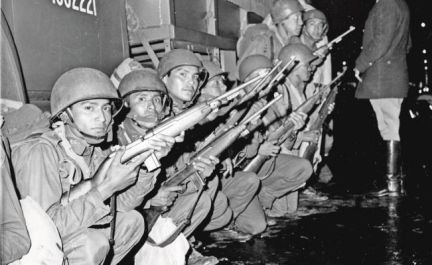
Soldados del Ejército Mexicano armados con Carabinas M1.

## Empleo militar actual
La policía israelí aún utiliza la carabina M1 como arma larga estándar para los agentes de segunda línea. A fines de la década de 1990, la policía comenzó a suministrar una versión del Micro Galil llamada Magal que disparaba el cartucho .30 Carbine, pero tras extensivos problemas y diversos fallos, el arma fue retirada de servicio en 2001. Hoy, las unidades de segunda línea de la policía están equipadas con Micro Galil calibre 5,56 mm, así como con carabinas M1 y M1A1.
En Río de Janeiro, Brasil, un batallón de la policía llamado BOPE (Batalhão de Operações Policiais Especiais; Batallón de Operaciones Policiales Especiales en portugués) todavía utiliza la carabina M1.
El gobierno de las Filipinas aún suministra carabinas M1 (junto a fusiles M1 Garand, M14 y M16) a la Unidad Geográfica de las Fuerzas Civiles Auxiliares y a la Organización de Voluntarios Civiles.

## Variantes

### Carabina Calibre .30 M1A1

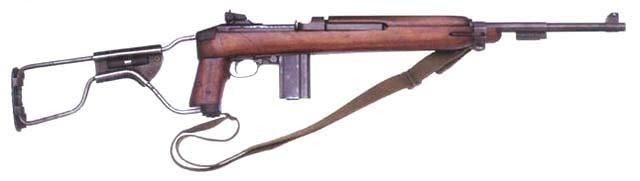
Carabina M1A1, modelo paracaidista con culata plegable.

- Culata plegable, cargador de 15 cartuchos
- Utilizada por paracaidistas
- Fueron producidas unas 150.000

### Carabina Calibre .30 M1A2
- Propuesta como una versión con alza mejorada
- No fue producida, ya que se les puso el alza mejorada a las carabinas en producción

### Carabina Calibre .30 M1A3
- Culata plegable tipo pantógrafo (como la del subfusil MP40), cargador de 15 cartuchos
- Iba a reemplazar a la M1A1, pero parece que no fue suministrada
- La culata plegable tipo pantógrafo tenía más rigidez que la culata plegable de la M1A1 y se plegaba bajo el guardamano

### Carabina Calibre .30 M2
- Entró en servicio a inicios de 1945
- La carabina M2 era una versión con capacidad de fuego selectivo (también disparaba en ráfagas), empleando un cargador de 30 cartuchos
- Fueron producidas unas 600.000 carabinas de este modelo

### Carabina Calibre .30 M3
- Una M2 que tenía montada una mira telescópica infrarroja activa
- Una versión de la M3 con una nueva mira telescópica y el proyector infrarrojo montado sobre esta en lugar de estar colgado del cañón, fue utilizada en la Guerra de Corea y la Guerra de Vietnam
- Fueron producidas unas 3.000 carabinas de este modelo

## Copias comerciales
Varias compañías produjeron copias de la carabina M1 después de la Segunda Guerra Mundial, las cuales varían en calidad. Algunas compañías emplearon una combinación de piezas militares y piezas comerciales nuevas, mientras que otras produjeron armas completamente nuevas, las cuales pueden tener o no la misma calidad de las originales. Estas copias fueron destinadas exclusivamente al mercado civil, no siendo fabricadas para ser utilizadas por las fuerzas armadas estadounidenses.
En 1963, el promotor y diseñador de armas Melvin M. Johnson introdujo una versión de la carabina M1 llamada "Spitfire", que disparaba un cartucho modificado calibre 5,7 mm (.22) conocido como el 5,7 mm MMJ o .22 Spitfire. Johnson promocionó el pequeño cartucho y la carabina modificada como un fusil de supervivencia en selvas u otras áreas remotas. Aunque la idea tuvo cierta aplicación militar al usarse la carabina M2 con fuego selectivo en este rol, esta no prosperó y se fabricaron poquísimas carabinas Spitfire.
La división Auto-Ordnance de la Kahr Arms empezó a producir una réplica de la carabina M1 en el 2005. Auto-Ordnance produjo varios repuestos para la IBM durante la Segunda Guerra Mundial, pero no carabinas completas hasta la introducción de esta réplica. Los modelos AOM110 Y AOM120 (que ya no se producen) tenían culatas y guardamanos de madera de abedul, cajones de mecanismos fosfatados, alzas levadizas y cañones sin rieles para bayoneta. Los actuales modelos AOM130 Y AOM140 son idénticos, a excepción de sus culatas y guardamanos de madera de nogal americano.
Una compañía de armas israelí (Advanced Combat Systems) ofrece una versión bullpup modernizada llamada Hezi SM1. La compañía reporta que el arma tiene una precisión de 1,5 minutos de arco a 91 metros (100 yardas).
Entre los fabricantes comerciales figuran:
- Alpine
- Auto-Ordnance (ahora es subsidiaria de Kahr Arms)
- Howa Machinery
- IAI (con cajón de mecanismos fabricado por la Kahr Arms)
- Israelí Military Industries (IMI)
- National Ordnance
- Plainfield Machine Co. (posteriormente comprada y operada por Iver Johnson)
- Universal - Las primeras armas de la Universal eran, como las de otros fabricantes, ensambladas a partir de piezas militares. Pero a partir de 1968, la compañía empezó a producir la "Nueva Carabina", que exteriormente se parecía a la M1 pero internamente era un arma completamente nueva, empleando un cajón de mecanismos, cerrojo, muelle recuperador y otras piezas diferentes, que no tenían compatibilidad con las carabinas militares.

## Cacería y empleo civil
La carabina M1 es todavía utilizada hoy por muchos civiles y unidades policiales especiales alrededor del mundo. Tanto Malcolm X como Patricia Hearst aparecieron portando la carabina M1 en famosas fotografías. También es empleada para cazar diversos animales, como el ciervo de cola blanca. El cartucho .30 Carbine es definitivamente poco potente para las piezas de caza mayor norteamericanas como el ciervo rojo, el alce y el oso. Algunos estados de los Estados Unidos prohíben el uso del cartucho .30 Carbine para cazar ciervos y animales grandes a causa de la menor probabilidad de matarlos con un solo tiro, incluso cuando se emplean balas expansivas. La M1 está prohibida en varios estados, como Pensilvania, debido a que es un arma semiautomática e Illinois, donde está prohibido el uso de cualquier fusil de retrocarga para caza mayor.